# Dar Bel Amri
Dar Bel Amri är en ort i Marocko.   Den ligger i regionen Rabat-Salé-Kénitra, 80 km öster om huvudstaden Rabat.